# Bø, Telemark
Bản mẫu:Otheruses3
Bø là một đô thị ở hạt Telemark, Na Uy.
Bø đã được lập thành một đô thị ngày 1 tháng 1 năm 1838 (xem:formannskapsdistrikt). Lunde đã được tách ra từ Bø năm 1867.
Bø nổi tiếng với công viên nước Sommarland (công viên nước lớn nhất Na Uy), và truyền thống dân gian. Ở đây có một trong 4 chi nhánh của Telemark University College (Høgskolen i Telemark). Bø đã được gọi là "nơi đẹp nhất Trái Đất" trong văn học hiện đại, trong đó có tách phẩm Một đứa trẻ hạnh phúc của Bjørnstjerne Bjørnsons.

## Tên gọi
Đô thị này (ban đầu là một giáo khu) đã được đặt tên theo nông trang cũ Bø (tiếng Na Uy Cổ Bœr), do nhà thờ đầu tiên đã được xây ở đó.

## Huy hiệu
Huy hiệu được sử dụng thập kỷ trước(1988). It shows three fiddles.